# 勒奇山
勒奇山（德語：Lötschberg）是瑞士境内的一条阿尔卑斯山通道，介乎于伯尔尼州的坎德谷及瓦莱州的勒奇谷之间。而被称为勒奇山的顶峰实际并不存在。最初的勒奇山口（Lötschenpass，海拔2690米）亦等同于勒奇山，该山口从伯尔尼高地的加斯特恩谷通往瓦莱州的费登，并仅可通过步行到达。

## 勒奇山隧道
如今的“勒奇山”一词指的要么是1913年建成的勒奇山隧道，一条从坎德斯泰格至戈彭施泰因间全长14.6公里的铁路隧道，或者是2007年建成的勒奇山基线隧道，这是另一条从弗鲁蒂根连接至拉龙、全长34.6公里的铁路隧道。新的勒奇山基线隧道作为NEAT计划的组成部分，将铁路沿线的峰高从1240米下降为825米。勒奇山铁路及其延伸通过的辛普朗隧道是继哥达山口之后，瑞士第二重要的阿尔卑斯山通道。
此外，勒奇山也有经由勒奇山隧道（通过辛普朗隧道一直延伸至意大利的伊塞勒）开办的汽车摆渡列车提供道路运输服务。

## 勒奇山口
尽管勒奇山口是一条冰川，人们还是可以在没有专业登山设备的情况下轻易穿越。传统的登山径在夏季会通过南部的勒奇谷下方开始延伸，经由戈彭施泰因前往维勒，然后抵达隆扎河。从那里开始主要的爬坡，首先会来到劳申阿尔卑斯营地，然后继续经由勒奇山口茅舍抵达山口的最高点。下坡则是经由塞尔登来到坎德谷，然后沿坎德河 (阿勒河支流)经由坎德斯泰格进入伯尔尼高地。在冬季，勒奇山口也可通过架空索道抵达。勒奇山口茅舍自1月中旬起会持续有人看守。
勒奇山口已查明早在史前时代便有人类开始穿越活动，至青铜时代和铁器时代亦是如此。从罗马时代至中世纪，勒奇山口已发展成为除格米山口之外，连接伯尔尼高地至瓦莱州之间最重要的通道之一。作为贸易通道，它尤其对从意大利北部经辛普朗线路延伸至瑞士北部发挥着重要意义。在爬坡路段沿线为旅行者和商人而设的补给点也随之逐渐繁荣。

## 勒奇山口茅舍
1519年，首座茅舍在山口最高点的骑马专用道旁建成。伯尔尼人则在17世纪开始修建经由山口通过的道路。然而由于在伯尔尼人和瓦莱人之间发生的宗教冲突导致意见不合，筑路工程被迫终止。部分已完工的路面遗迹至今仍可在山口北侧见到。在随后的岁月里，这条阿尔卑斯山通道由于仅可藉由步行穿越而逐渐丧失其重要性。至19世纪，瑞士军队又在山口顶部设立了一个哨所，它在第二次世界大战后被转化成一座新的山口茅舍，并逐步进行翻新。